# جهاز عصبي محيطي
الجهاز العصبي المحيطي (بالإنجليزية: Peripheral Nervous System) هو أحد مكونات الجهاز العصبي عند الحيوانات ثنائية التناظر بالإضافة للجهاز العصبي المركزي. الوظيفة الأساسية للجهاز العصبي المحيطي هي ربط الأطراف والأعضاء بالجهاز العصبي المركزي، أي يعمل بشكل أساسي كنقطة وصل بين الدماغ والنخاع الشوكي وبقية الجسم. بعكس الجهاز العصبي المركزي، فإن الجهاز العصبي المحيطي غير محمي بالعمود الفقري والجمجمة، أو الحاجز الدموي الدماغي، ما يجعله معرضًا للسموم (الذيفانات) والأذيات الميكانيكية.
يقسم الجهاز العصبي المحيطي إلى الجهاز العصبي الجسدي والجهاز العصبي الذاتي. في الجهاز العصبي الجسدي، تُعتبر الأعصاب القحفية جزءًا من الجهاز العصبي المحيطي ما عدا العصب البصري (العصب القحفي الثاني) مع الشبكية. لا يعتبر العصب القحفي الثاني عصبًا محيطيًا حقيقيًا وإنما هو سبيل للدماغ البيني. تنشأ عقدة العصب القحفي في الجهاز العصبي المركزي. مع ذلك، تتمادى محاوير الأعصاب القحفية العشر المتبقية خارج الدماغ، لذا تُعتبر جزءًا من الجهاز العصبي المحيطي. يتحكم الجهاز العصبي الذاتي بالعضلات الملساء والغدد بشكل لاإرادي. يسمح الاتصال بين الجهاز العصبي المركزي والأعضاء للجهاز العصبي بأن يعمل وفق آليتين: ودية وَلاودية (نظيرة ودية).

## البنية
يقسم الجهاز العصبي المحيطي إلى الجهاز العصبي الجسدي والجهاز العصبي الذاتي. التحكم بالجهاز العصبي الجسدي إرادي، إذ ينقل إشارات من الدماغ لنهايات الأعضاء كالعضلات. الجهاز العصبي الحسي هو جزء من الجهاز العصبي الجسدي وينقل إشارات من أعضاء الحس، مثل حس الذوق واللمس (متضمنًا الحس السطحي والعميق)، إلى النخاع الشوكي والدماغ. الجهاز العصبي الذاتي هو جهاز ذاتي التحكم يؤثر على وظيفة الأعضاء الخارجة عن السيطرة الإرادية، مثل معدل ضربات القلب، أو وظيفة الجهاز الهضمي.

### الجهاز العصبي الجسدي
يتضمن الجهاز العصبي الجسدي الجهاز العصبي الحسي والجهاز العصبي الحسي الجسدي، ويتألف من أعصاب حسية، وأعصاب جسدية، والعديد من الأعصاب الحسية الجسدية معًا.
في الرأس والعنق، تحمل الأعصاب القحفية معلومات حسية جسدية. هنالك اثنا عشر عصبًا قحفيًا، تنشأ عشرة منها من جذع الدماغ، وتتحكم بشكل أساسي بوظيفة البنى التشريحية الموجودة في الرأس مع بعض الاستثناءات. يُعتبر العصب المبهم من أحد الأعصاب القحفية المميزة، إذ يستقبل المعلومات من الأعضاء في الصدر والبطن. العصب اللاحق (أو العصب الإضافي) مسؤول عن تعصيب العضلة القصية الترقوية الخشائية والعضلة شبه المنحرفة، وكلتاهما لا تتوضع في الرأس.
بالنسبة لبقية الجسم، الأعصاب الشوكية هي المسؤولة عن المعلومات الحسية الجسدية. تنشأ هذه الأعصاب من النخاع الشوكي. تنشأ عادةً كشبكة («ضفيرة») من الجذور العصبية المتشابكة التي تنتظم لتشكل أعصابًا مفردة. تتحكم هذه الأعصاب بوظيفة بقية الجسم. عند البشر، تتألف الأعصاب الشوكية من 31 زوجًا من الأعصاب: 8 رقبية (ر)، و12 صدرية (ص)، و5 قطنية (ق)، و5 عجزية (ع)، وزوج عصعصي واحد (عص1). تسمى جذور هذه الأعصاب وفقًا للأقراص الفقرية الشوكية المتلاصقة بها. في المنطقة الرقبية، تخرج الجذور العصبية الشوكية من أعلى القرص الفقري الموافق (مثلًا، الجذر العصبي بين الجمجمة والفقرة الرقبية الأولى يدعى ر1). تخرج الجذور العصبية الشوكية من أسفل القرص الفقري الموافق من المنطقة الصدرية حتى المنطقة العصعصية. من المهم ملاحظة أن تلك الطريقة تسبب مشكلة في تسمية الجذور العصبية الشوكية عندما نسمي الجذر العصبي الشوكي المتواجد بين الفقرة الرقبية السابعة ر7 والفقرة الصدرية الأولى ص1 (لذا يسمى الجذر العصبي الشوكي الثامن ر8). في المنطقة القطنية والعجزية، تسير الجذور العصبية الشوكية عبر كيس الجافية وتسير إلى الأسفل من الفقرة القطنية الثانية ق2 باسم ذيل الفرس.

### الأعصاب الشوكية الرقبية (ر1 – ر4)
تنفصل الأعصاب الشوكية الرقبية الأربعة الأولى، من ر1 إلى ر4، وتعاود اتصالها لتشكل مجموعة مختلفة من الأعصاب التي تعصب العنق والجزء الخلفي من الرأس.
يدعى العصب الشوكي الأول ر1 بالعصب تحت القذال، وهو يؤمن تعصيبًا حركيًا لعضلات قاعدة الجمجمة. تؤمن الأعصاب الشوكية الرقبية الثانية والثالثة ر2 وَ ر3، من بين العديد من أعصاب الرقبة، تعصيبًا حسيًا وحركيًا. يتضمن ذلك العصب القذالي الكبير، الذي يؤمن تعصيبًا حسيًا للجزء الخلفي من الرأس، والعصب القذالي الصغير، الذي يؤمن تعصيبًا حسيًا للمنطقة خلف الأذنين، والعصب الأذني الكبير والعصب الأذني الصغير.
العصب الحجابي هو عصب أساسي لبقائنا على قيد الحياة، وهو ينشأ من الجذور العصبية الشوكية الرقبية الثالثة والرابعة والخامسة ر3 وَ ر4 وَ ر5. يعصب عضلةَ الحجاب الحاجز ليسمح بالتنفس. في حال انقطاع النخاع الشوكي إلى الأعلى من الفقرة الرقبية الثالثة ر3، فإن التنفس العفوي غير ممكن.

### الضفيرة العضدية (ر5 – ص1)
تجتمع الأعصاب الشوكية الرقبية الأربعة الأخيرة، من الرقبية الخامسة ر5 حتى الرقبية الثامنة ر8، والعصب الشوكي الصدري الأول ص1 لتشكل الضفيرة العضدية، وهي مجموعة متشابكة من الأعصاب، تنفصل ثم تتحد ثم تعاود اتحادها، لتشكل الأعصاب التي ستعصب الطرف العلوي وأعلى الظهر. قد تبدو الضفيرة العضدية متشابكة، لكنها منظمة بشكل كبير ومتوقعة، مع بعض الاختلافات بين الأشخاص. انظر إصابات الضفيرة العضدية.

### الضفيرة القطنية العجزية (ق1 – عص1)
يشكل الانقسام الأمامي من الأعصاب القطنية والأعصاب العجزية والعصب العصعصي الضفيرةَ القطنية العجزية، ينضم فرع من العصب الصدري الثاني عشر للعصب القطني الأول. تُقسم هذه الضفيرة لثلاثة أجزاء لأغراض وصفية:
- الضفيرة القطنية
- الضفيرة العجزية
- الضفيرة الفرجية

### الجهاز العصبي الذاتي
يتحكم الجهاز العصبي الذاتي بالاستجابات اللاإرادية لتنظيم الوظائف الفيزيولوجية. يتصل الجهاز العصبي المركزي للدماغ والنخاع الشوكي بالأعضاء التي تمتلك عضلات ملساء، مثل القلب والمثانة، وعدة أعضاء أخرى قلبية وخارجية الإفراز وداخلية الإفراز، عبر عصبونات عقدية. التأثير الفيزيولوجي الأبرز لنشاط الجهاز العصبي الذاتي هو تقبض الحدقة وتوسعها والإلعاب. الجهاز العصبي الذاتي فعال بشكل دائم، لكن إما في حالة ودية أو لاودية. وفقًا للوضع المحيط، قد تغطي إحدى الحالات على الأخرى، وينتج عن ذلك إطلاق أنواع مختلفة من النواقل العصبية. هناك انقسام أقل شهرة للجهاز العصبي الذاتي يُعرف بالجهاز العصبي المعوي، يقع فقط حول الجهاز الهضمي. يسمح هذا الجهاز بالتحكم الموضعي دون مساهمة من الفرع الودي أو اللاودي، ومع ذلك، يمكنه الاستقبال والاستجابة للإشارات من بقية الجسم. الجهاز العصبي المعوي مسؤول عن العديد من الوظائف المتعلقة بالجهاز المعدي المعوي.

### الجهاز العصبي الودي
ينشط عمل الجهاز العصبي الودي في حالة «الفر والكر» التي تحدث عند مواجهة إجهاد عقلي أو خطر فيزيائي. تُطلق النواقل العصبية مثل النورأدرينالين والأدرينالين التي ترفع من معدل ضربات القلب والجريان الدموي في مناطق محددة مثل العضلات، بينما تُخفض في الوقت ذاته نشاط الوظائف التي ليست أساسية للبقاء، مثل الهضم. الأجهزة مستقلة عن بعضها، ما يسمح بتنشيط أجزاء محددة من الجسم، بينما تستريح الأجزاء الباقية.

### الجهاز العصبي اللاودي (نظير الودي)
يستخدم بشكل أساسي الناقل العصبي أستيل كولين كوسيط. يسمح الجهاز العصبي اللاودي بعمل الجسم في حالة «الراحة والهضم». بالتالي، عندما يسيطر عمل الجهاز العصبي اللاودي على الجسم، هناك زيادة في الإلعاب وفي الوظائف الهضمية، بينما ينخفض معدل ضربات القلب والاستجابات الودية الأخرى. بعكس الجهاز الودي، يمتلك البشر تحكمًا إراديًا في الجهاز العصبي اللاودي. المثال الأكثر وضوحًا هو التحكم بالتبول والتبرز.

## المرض
يمكن تحديد الأمراض التي تصيب الجهاز العصبي المحيطي بإصابة عصب أو أكثر من الأعصاب أو بإصابة الجهاز كاملًا.
يمكن أن يصاب أي عصب محيطي أو جذر عصبي بأذية ما، ويدعى ذلك باعتلال الأعصاب المحيطية. يمكن أن تكون بعض الأذيات بسبب أذية أو رض أو انضغاط. قد يحدث انضغاط الأعصاب بسبب وجود كتلة ورمية أو أذية ما. أي، قد ينحشر العصب في حال تواجده في مكان ضيق إذا كانت المكونات الأخرى تزداد في الحجم، مثل متلازمة النفق الرسغي ومتلازمة نفق عظم الكعب. تتضمن الأعراض الشائعة لمتلازمة النفق الرسغي الألم والخدر في الإبهام والسبابة والوسطى. في اعتلال الأعصاب المحيطية، قد تتأذى وظيفة عصب واحد أو أكثر لعدة أسباب. قد تحدث أذية سمّية بسبب الداء السكري (اعتلال الأعصاب السكري)، أو الكحول، أو المعادن الثقيلة، أو السموم الأخرى؛ وبعض الإنتانات؛ الحالات المناعية الذاتية والالتهابية مثل الداء النشواني والغرناوية (الساركوئيد). يترافق اعتلال الأعصاب المحيطية بفقدان الحس بتوزع «القفاز والجورب»، إذ يبدأ من المحيط ويتطور ببطء نحو الأعلى، وقد يترافق بألم حاد ومزمن. لا يصيب اعتلال الأعصاب المحيطي الأعصاب الجسدية الحسية فقط، بل قد يصيب الجهاز العصبي الذاتي أيضًا (اعتلال الأعصاب الذاتي).